# Chamoy Thipyaso
Chamoy Thipayaso (tiếng Thái: ชม้อย ทิพย์โส; RTGS: Chamoi Thipso; sinh ngày 27 tháng 11 năm 1940) là một cựu nhân viên của Cơ quan Dầu khí Thái Lan. Bà nổi tiếng được biết đến là người nhận bản án tù dài nhất thế giới cho tội lừa đảo với án tù chung thân hoặc 141.078 năm vì tham gia vào một kế hoạch lừa đảo theo kiểu kim tự tháp với hơn 16.000 người Thái là nạn nhân và ước tính số tài sản bà lừa được dao động từ 200 triệu đến 301 triệu USD.

## Quỹ Mae Chamoy
Vào cuối những năm 1960, Thipayaso đã thành lập một quỹ gọi là Mae Chamoy Fund, quỹ này được tạo ra với bề ngoài như một cổ phần dầu mỏ với lợi nhuận cao. Do mối quan hệ của Thipayaso với Không quân và cơ quan Dầu khí, quỹ này có thể duy trì trong một thời gian dài đáng kể. Mối quan hệ của bà với quân đội là một yếu tố rất lớn trong quyền lực chính trị và kinh doanh, và vì vậy sự hậu thuẫn quân sự này đã tạo cái vỏ bọc hợp pháp cho quỹ. Kế hoạch của Chamoiy đã thu hút được 16.231 người tham gia, và số lượng người tham gia đã không ngừng dừng lại cho đến giữa những năm 1980.

## Bắt giữ và án tù
Quỹ có một số lượng lớn các nhà đầu tư có quyền lực chính trị từ quân đội và thậm chí cả Hoàng gia. Do đó, đã có những lời kêu gọi chính phủ cứu trợ các ngân hàng và các quỹ. Sau các cuộc thảo luận với Quốc vương Bhumibol Adulyadej (bản chất của các cuộc thảo luận này không được công khai), Quỹ Mae Chamoy đã bị buộc dừng và Chamoy Thipayaso bị bắt. Bà bị lực lượng không quân giữ bí mật trong nhiều ngày và phiên tòa xét xử bà không được tổ chức cho đến khi những tổn thất cho quân đội và nhân viên hoàng gia liên quan đã được thu hồi.
Ngày 27 tháng 7 năm 1989, Thipayaso và bảy đồng phạm khác bị kết tội gian lận doanh nghiệp. Chamoy Thipyaso bị kết án tổng cộng 141.078 năm hoặc tù chung thân nhưng luật pháp Thái Lan vào thời điểm đó quy định rằng mức án tối đa có thể phải chịu đối với tội lừa đảo là 20 năm. Trên thực tế, bà chỉ phải chấp hành bản án khoảng 8 năm.
Bà đã được lưu danh vào Sách Kỷ lục Guiness cho kỷ lục "bản án dài nhất cho tội lừa đảo" với 141.078 năm.